# Promozione Lazio 1977-1978
Nella stagione 1977-1978 la Promozione era il quinto livello del calcio italiano (il massimo livello regionale). Qui vi sono le statistiche relative al campionato in Lazio.
Il campionato è strutturato in vari gironi all'italiana su base regionale, gestiti dai Comitati Regionali di competenza. Promozioni alla categoria superiore e retrocessioni in quella inferiore non erano sempre omogenee; erano quantificate all'inizio del campionato dal Comitato Regionale secondo le direttive stabilite dalla Lega Nazionale Dilettanti, ma flessibili, in relazione al numero delle società retrocesse dal Campionato Interregionale e perciò, a seconda delle varie situazioni regionali, la fine del campionato poteva avere degli spareggi sia di promozione che di retrocessione.

## Girone A

### Classifica
|  | Pos. | Squadra                        | Pt | G  | V  | N  | P  | GF | GS |
|  | ---- | ------------------------------ | -- | -- | -- | -- | -- | -- | -- |
|  | 1.   | Casalotti                      | 44 | 30 | 16 | 12 | 2  | 42 | 19 |
|  | 2.   | Rieti                          | 37 | 30 | 14 | 9  | 7  | 41 | 24 |
|  | 3.   | Lodigiani                      | 33 | 30 | 10 | 13 | 7  | 25 | 21 |
|  | 4.   | Astrea                         | 32 | 30 | 11 | 10 | 9  | 33 | 29 |
|  | 5.   | U.S. Forano Gavignano          | 32 | 30 | 10 | 12 | 8  | 26 | 26 |
|  | 6.   | Pol. Villalba                  | 31 | 30 | 10 | 11 | 9  | 37 | 33 |
|  | 7.   | A.S. Golagomma                 | 30 | 30 | 9  | 12 | 9  | 36 | 40 |
|  | 8.   | Settimi Mobili Anguillara      | 28 | 30 | 6  | 16 | 8  | 27 | 32 |
|  | 9.   | Pol. Fortitudo Lib.Campidoglio | 28 | 30 | 6  | 16 | 8  | 25 | 25 |
|  | 10.  | Pol. Acilia                    | 27 | 30 | 10 | 7  | 13 | 31 | 36 |
|  | 11.  | Ladispoli                      | 27 | 30 | 7  | 13 | 10 | 19 | 26 |
|  | 12.  | C.R.A.L. Az.Agr. Maccarese     | 27 | 30 | 7  | 13 | 10 | 20 | 25 |
|  | 13.  | Tevere Roma                    | 27 | 30 | 7  | 13 | 10 | 24 | 34 |
|  | 14.  | A.CO.TRA.L. Roma               | 26 | 30 | 6  | 14 | 10 | 16 | 19 |
|  | 15.  | Sacrofano                      | 26 | 30 | 7  | 12 | 11 | 20 | 19 |
|  | 16.  | C.S. Torre Maura               | 25 | 30 | 6  | 13 | 11 | 26 | 40 |

Legenda:

      Promosso in Serie D 1978-1979

      Retrocesso in Prima Categoria Lazio 1978-1979

Note:
Due punti a vittoria, uno a pareggio, zero a sconfitta.

## Girone B

### Classifica
|  | Pos. | Squadra                     | Pt | G  | V  | N  | P  | GF | GS |
|  | ---- | --------------------------- | -- | -- | -- | -- | -- | -- | -- |
|  | 1.   | Sora                        | 40 | 30 | 15 | 10 | 5  | 42 | 22 |
|  | 2.   | U.S. Scauri                 | 37 | 30 | 16 | 5  | 9  | 39 | 30 |
|  | 3.   | Cynthia (- 4)               | 34 | 30 | 13 | 12 | 5  | 32 | 20 |
|  | 4.   | VJS Velletri                | 33 | 30 | 10 | 13 | 7  | 36 | 31 |
|  | 5.   | U.S. Rocca di Papa Canarini | 33 | 30 | 13 | 7  | 10 | 30 | 21 |
|  | 6.   | F.C. Fiuggi                 | 32 | 30 | 11 | 10 | 9  | 25 | 19 |
|  | 7.   | U.S. Zagarolo               | 31 | 30 | 11 | 9  | 10 | 43 | 40 |
|  | 8.   | Colleferro                  | 31 | 30 | 9  | 13 | 8  | 23 | 29 |
|  | 9.   | S.S. Vivace Grottaferrata   | 28 | 30 | 9  | 10 | 11 | 34 | 41 |
|  | 10.  | Pol. La Subiaco             | 28 | 30 | 10 | 8  | 12 | 30 | 32 |
|  | 11.  | S.S. Semprevisa             | 28 | 30 | 10 | 8  | 12 | 30 | 30 |
|  | 12.  | G.S. Vis Sezze              | 27 | 30 | 8  | 11 | 11 | 26 | 38 |
|  | 13.  | Pol. Ariccia                | 27 | 30 | 9  | 9  | 12 | 26 | 31 |
|  | 14.  | Gaeta                       | 26 | 30 | 7  | 12 | 11 | 20 | 28 |
|  | 15.  | A.S. Valmontone             | 23 | 30 | 5  | 13 | 12 | 28 | 40 |
|  | 16.  | G.S. Anagni CEAT            | 18 | 30 | 5  | 8  | 17 | 25 | 47 |

Legenda:

      Promosso in Serie D 1978-1979

      Retrocesso in Prima Categoria Lazio 1978-1979

Note:
Due punti a vittoria, uno a pareggio, zero a sconfitta.
Cynthia penalizzato di quattro punti.